# Aad van der Hoeven
Aad van der Hoeven (Schiedam, 1941) is een Nederlands organist en dirigent.

## Levensloop

### Studie
Van der Hoeven studeerde orgel, koordirectie en kerkmuziek aan het Rotterdams Conservatorium. Zijn leraren waren onder meer Piet van den Kerkhoff, George Stam, Adriaan C. Schuurman en Kurt Thomas. Vervolgens studeerde hij in Utrecht schoolmuziek.

### Loopbaan
Van der Hoeven werd in 1957 aangesteld als organist in de kerk van de Nederlandse Protestanten Bond in zijn geboorteplaats Schiedam. Twee jaar later in 1959 volgde zijn benoeming tot organist van de Prinsekerk in Rotterdam. In datzelfde jaar werd het tevens benoemd tot dirigent van Prinsekerkkoor aldaar. In diezelfde periode gaf hij samen met zijn studiegenoot Robert Holl zijn eerste concerten, waaronder de composities als  Weihnachtsoratorium van J.S. Bach en The Messiah van G.F. Händel. Sinds 1982 is hij tot op heden vaste organist in de Rotterdamse Hillegondakerk waar hij het orgel van Abraham Meere uit 1830 bespeeld.
Van der Hoeven is als docent verbonden aan de Pedagogische Academie en het scholengemeenschap Henegouwerplein. Ook gaf hij vijftig jaar lang muziekles aan het Marnix Gymnasium in Rotterdam. Als organist en dirigent concerteert hij in verschillende Europese kerken, waaronder de Notre Dame en Sacré Coeur in Parijs, de St. Paul's Cathedral en Palace of Westminster in Londen en de kathedralen van Straatsburg, Reims, Keulen en Praag.

## Onderscheidingen
- Ridder in de Orde van Oranje Nassau
- Société Académique Arts-Sciences-Lettres
- Gouden Vlaardingse stadsspeld
- Erasmusspeld